# Sounds Like Gene Vincent
| Recensione | Giudizio |
| ---------- | -------- |
| AllMusic   | [ 2 ]    |

Sounds Like Gene Vincent è un album discografico di Gene Vincent, pubblicato dalla casa discografica Capitol Records nel giugno del 1959.

## Tracce

### LP
Lato A
1. My Baby Don't 'Low – 2:33 (Gene Vincent) – Registrato il 20 ottobre 1958 al Capitol Recording Studio, Hollywood, California
2. I Can't Believe You Want to Leave – 2:45 (Leo Price, Richard Penniman) – Registrato il 14 ottobre 1958 al Capitol Recording Studio, Hollywood, California
3. I Might Have Known – 2:10 (Joe South) – Registrato il 20 ottobre 1958 al Capitol Recording Studio, Hollywood, California
4. In Love Again – 2:31 (Gene Vincent) – Registrato il 14 ottobre 1958 al Capitol Recording Studio, Hollywood, California
5. You Are the One for Me – 2:21 (Clifton Simmons) – Registrato il 13 ottobre 1958 al Capitol Recording Studio, Hollywood, California
6. Ready Teddy – 1:56 (John Marascalco, Robert Blackwell) – Registrato il 21 ottobre 1958 al Capitol Recording Studio, Hollywood, California

Lato B
1. I Got to Get to You Yet – 2:11 (Johnny Burnette) – Registrato il 15 ottobre 1958 al Capitol Recording Studio, Hollywood, California
2. Vincent's Blues – 2:20 (Gene Vincent) – Registrato il 21 ottobre 1958 al Capitol Recording Studio, Hollywood, California
3. Maybe – 2:21 (Johnny Carroll) – Registrato il 13 ottobre 1958 al Capitol Recording Studio, Hollywood, California
4. Now Is the Hour – 2:58 (Maewa Kaihau, Dorothy Stewart, Clement Scott) – Registrato il 29 marzo 1958 al Capitol Recording Studio, Hollywood, California
5. My Heart – 2:27 (Johnny Burnette) – Registrato il 15 ottobre 1958 al Capitol Recording Studio, Hollywood, California
6. Maybelline – 2:28 (Chuck Berry, Russ Fratto, Alan Freed) – Registrato il 16 ottobre 1958 al Capitol Recording Studio, Hollywood, California

- Durata brani ricavati dalle note su vinili dell'album pubblicato dalla Capitol Records (7C 064-82074 M)

### CD
CD del 1999, pubblicato dalla Magic Records (5213762)
1. My Baby Don't 'Low (Gene Vincent)
2. I Can't Believe You Want to Leave (Leo Price, Richard Penniman)
3. I Might Have Known (Joe South)
4. In Love Again (Gene Vincent)
5. You Are the One for Me (Clifton Simmons)
6. Ready Teddy (John Marascalco, Robert Blackwell)
7. I Got to Get to You Yet (Johnny Burnette)
8. Vincent's Blues (Gene Vincent)
9. Maybe (Johnny Carroll)
10. Now Is the Hour (Maewa Kaihau, Dorothy Stewart, Clement Scott)
11. My Heart (Johnny Burnette)
12. Maybeline (Chuck Berry, Russ Fratto, Alan Freed)
13. The Night Is so Lonely (Gene Vincent, Clifton Simmons) – Traccia bonus
14. Beautiful Brown Eyes (Alton Delmore, Arthur Smith, Jerry Capehart) – Traccia bonus
15. Say Mama (Johnny Earl, Johnny Meeks) – Traccia bonus
16. Be Bop Boogie Boy (Gene Vincent) – Traccia bonus
17. Who's Pushing Your Swing (Artie Glenn) – Traccia bonus
18. Anna Annabelle (Clifton Simmons) – Traccia bonus
19. Over the Rainbow (E.Y. Harburg, Harold Arlen) – Traccia bonus

- Brani: Say Mama e Be Bop Boogie Boy, registrato il 14 ottobre 1958 (al Capitol Recording Studio, Hollywood, California)
- Brano: The Night Is so Lonely, registrato il 15 ottobre 1958 (al Capitol Recording Studio, Hollywood, California)
- Brano: Beautiful Brown Eyes, registrato il 16 ottobre 1958 (al Capitol Recording Studio, Hollywood, California)
- Brani: Who's Pushing Your Swing e Anna Annabelle, registrato il 17 ottobre 1958 (al Capitol Recording Studio, Hollywood, California)
- Brano: Over the Rainbow, registrato il 20 ottobre 1958 (al Capitol Recording Studio, Hollywood, California)

## Musicisti
My Baby Don't Low / I Might Have Known / Over the Rainbow
- Gene Vincent - voce
- Johnny Meeks - chitarra
- Grady Owen - chitarra ritmica
- Clifton Simmons - piano
- Herbie Stewart - sassofono tenore
- Clyde Penington - batteria
- Ken Nelson - produttore

I Can't Believe You Want to Leave / In Love Again / Say Mama / Be Bop Boogie Boy
- Gene Vincent - voce
- Johnny Meeks - chitarra
- Grady Owen - chitarra ritmica
- Clifton Simmons - piano
- Clyde Penington - batteria
- Ken Nelson - produttore

You Are the One for Me / Maybe
- Gene Vincent - voce
- Johnny Meeks - chitarra
- Grady Owen - chitarra ritmica
- Clifton Simmons - piano
- Clyde Penington - batteria
- Ken Nelson - produttore

Ready Teddy / Vincent's Blues
- Gene Vincent - voce
- Johnny Meeks - chitarra
- Grady Owen - chitarra ritmica
- Clifton Simmons - piano
- Herbie Stewart - sassofono tenore
- Clyde Penington - batteria
- Ken Nelson - produttore

I Got to Get to You Yet / My Heart / The Night Is so Lonely
- Gene Vincent - voce
- Johnny Meeks - chitarra
- Grady Owen - chitarra ritmica
- Clifton Simmons - piano, celeste (brano: The Night Is so Lonely)
- Clyde Penington - batteria
- Ken Nelson - produttore

Now Is the Hour
- Gene Vincent - voce
- Johnny Meeks - chitarra
- Grady Owen - chitarra ritmica
- Clifton Simmons - piano
- Bobby Lee Jones - contrabbasso
- Juvey Gomez - batteria
- Eddie Cochran - cori di sottofondo
- Paul Peek - battito delle mani, cori di sottofondo
- Tommy Facenda - battito delle mani, cori di sottofondo
- Ken Nelson - produttore

Maybelline / Beautiful Brown Eyes
- Gene Vincent - voce
- Johnny Meeks - chitarra
- Grady Owen - chitarra ritmica
- Clifton Simmons - piano
- Herbie Stewart - sassofono tenore
- Clyde Penington - batteria
- Ken Nelson - produttore

Who's Pushing Your Swing / Anna Annabelle
- Gene Vincent - voce
- Johnny Meeks - chitarra
- Grady Owen - chitarra ritmica
- Clifton Simmons - piano
- Herbie Stewart - sassofono tenore
- Clyde Penington - batteria
- Ken Nelson - produttore[3]